# Sonda (Índia)
Sonda és una població del districte de North Canara (o Kanara) o Utara Kannada (a Karnataka) a uns 15 km al nord de Sirsi. Consta el 1881 amb 5.017 habitants mentre el que el 1901 només en tenia 231. El poble té un antic fort en ruïnes, i dos temples, un vaixnavita i un jainista.
És famosa perquè entre 1580 i 1764 fou capital d'un regne governat per una branca de la casa reial de Vijayanagar establerta a la zona entre 1570 i 1580. El 1682, Sambhaji el cap maratha, va dirigir un destacament contra la població però sembla que fou rebutjat. Entre 1745 i 1762 la ciutat va patir els atacs marathes. El 1764 Haider Ali va obligar al raja local a refugiar-se a Goa amb la seva família i tresor. Els seus descendents encara hi viuen.